# شومي ديشاسا
شومي ديشاسا (مواليد 28 مايو 1989) عداء مسافات طويلة بحريني الجنسية إثيوبي المولد متخصص في سباقات الماراثون. تنافس في سباق الماراثون في بطولة العالم لألعاب القوى 2015 في بكين عاصمة الصين حيث حل خامسا.

## روابط خارجية
- شومي ديشاسا على موقع الاتحاد الدولي لألعاب القوى (الإنجليزية)
- شومي ديشاسا على موقع أوليمبيديا (الإنجليزية)